# Christmas in My Heart (album Sarah Connor)
Christmas in My Heart è il quinto album della cantante tedesca Sarah Connor, uscito nel 2005  e ripubblicato nel 2006.
Si tratta di un album natalizio, che, oltre a contenere alcuni "classici" della musica natalizia, come White Christmas, Have Yourself a Merry Little Christmas e altri brani natalizi riadattati, contiene il singolo Christmas in My Heart (da non confondere con brani omonimi di altri cantanti, tra cui Ray Charles).
L'album ha raggiunto la sesta posizione nelle classifiche di Germania, Austria e Svizzera.
Nel 2006 è uscita una nuova edizione, in cui è stato aggiunto il singolo "The Best Side of Life", utilizzato in Germania in una campagna pubblicitaria della Coca Cola.

## Tracce

### Edizione originale (2005)
1. "Ave Maria"
2. "Christmas in My Heart"
3. "Be Thankful ("Vom Himmel hoch")"
4. "White Christmas"
5. "Sweet Is The Song ("Süßer die Glocken nie klingen")"
6. "A Ride in the snow"
7. "The Christmas Song"
8. "Why Does It Rain" ("Schneeflöckchen, Weißröckchen ")
9. "Tonight's The Night" ("Oh du fröhliche")
10. "A New Kingdom" ("Leise rieselt der Schnee")
11. "Come Together" ("Morgen, Kinder, wird's was geben")
12. "Have Yourself a Merry Little Christmas"

### Riedizione (2006)
1. " The Best Side of Life "
2. "Ave Maria"
3. "Christmas in My Heart"
4. "Be Thankful (inspired by "Vom Himmel hoch")"
5. "White Christmas"
6. "Sweet Is The Song ("Süßer die Glocken nie klingen")"
7. "A Ride in the snow"
8. "The Christmas Song"
9. "Why Does It Rain" ("Schneeflöckchen, Weißröckchen")
10. "Tonight's The Night" ("Oh du fröhliche")
11. "A New Kingdom" ("Leise rieselt der Schnee")
12. "Come Together" ("Morgen, Kinder wird's was geben")
13. "Have Yourself a Merry Little Christmas"